# Wyclef Jean
Nelust Wyclef Jean (ur. 17 października 1969 w Croix-des-Bouquets) – haitański muzyk, piosenkarz, kompozytor, aktor i producent filmowy od lat mieszkający w USA.
Wokalista i gitarzysta zespołu Fugees w latach 1992–1997, a następnie w latach 2004–2005. Od 1997 artysta solowy. Pojawiał się gościnnie w teledyskach Destiny’s Child, Big Punishera czy Carlosa Santany. Nagrał piosenkę „Dance Like This” do ścieżki dźwiękowej filmu Dirty Dancing 2 wraz z Claudette Ortiz.
Założyciel fundacji charytatywnej Clef Kids, która pomaga potrzebującej młodzieży, oraz Yéle Haiti, która wspomaga edukację, ochronę zdrowia i rozwój młodzieży na Haiti.

## Polityka
W sierpniu 2010 zarejestrował kandydaturę w wyborach na prezydenta Haiti. Została ona jednak odrzucona przez komisję wyborczą z powodu niespełnienia przez kandydata konstytucyjnego wymogu zamieszkiwania na Haiti przez co najmniej 5 lat przed dniem wyborów.

## Filmografia
| Tytuł                | Rok       | Rola                 | Uwagi                                                                   | Źródło |
| -------------------- | --------- | -------------------- | ----------------------------------------------------------------------- | ------ |
| „Carmen: Hip Hopera” | 2001      | jako Fortune Teller  | film fabularny, reżyseria: Robert Townsend                              | [ 5 ]  |
| „Shottas”            | 2002      | jako Richie          | film fabularny, reżyseria: Cess Silvera                                 | [ 6 ]  |
| „American Dreams”    | 2004      | jako Curtis Mayfield | serial telewizyjny, reżyseria: David Semel                              | [ 7 ]  |
| „Be Cool”            | 2005      | jako on sam          | film fabularny, reżyseria: F. Gary Gray                                 | [ 8 ]  |
| „Brygada ratunkowa”  | 2005      | jako Marcel Hollis   | serial telewizyjny, 4 odc., reżyseria: Edward Allen Bernero, John Wells | [ 9 ]  |
| „One Last Thing...”  | 2005      | jako Emmett Ducasse  | film fabularny, reżyseria: Alex Steyermark                              | [ 10 ] |
| „Dirty”              | 2005      | jako Baine           | film fabularny, reżyseria: Chris Fisher                                 | [ 11 ] |
| „Full Clip”          | 2006      | jako narrator        | film fabularny, reżyseria: mink                                         | [ 12 ] |
| „Black November”     | 2012      | jako Timi Gabriel    | film fabularny, reżyseria: Jeta Amata                                   | [ 13 ] |
| „Nashville”          | 2012–2013 | jako Dominic Wells   | serial telewizyjny, 5 odc., reżyseria: Callie Khouri                    | [ 14 ] |

## Dyskografia
Albumy
| The Carnival                                                       | - Data: 24 czerwca 1997 - Wydawca: Columbia         | 16  | 42 | –   | 40 | 48 | –  | 31 | - USA: 2x platynowa płyta - CAN: platynowa płyta |
| The Ecleftic: 2 Sides II a Book                                    | - Data: 25 lipca 2000 - Wydawca: Columbia           | 9   | 7  | 25  | 5  | 43 | –  | –  | - USA: platynowa płyta - CAN: złota płyta        |
| Masquerade                                                         | - Data: 18 czerwca 2002 - Wydawca: Columbia         | 6   | –  | 76  | 30 | 99 | 47 | 20 |                                                  |
| The Preacher's Son                                                 | - Data: 7 października 2003 - Wydawca: Columbia     | 22  | –  | 117 | –  | –  | –  | –  |                                                  |
| Welcome to Haiti: Creole 101                                       | - Data: 5 października 2004 - Wydawca: Koch Records | –   | –  | –   | –  | –  | –  | –  |                                                  |
| Carnival Vol. II (Memoirs of an Immigrant)                         | - Data: 4 grudnia 2007 - Wydawca: Columbia          | 28  | –  | 111 | –  | –  | –  | –  |                                                  |
| Toussaint St. Jean (From The Hut, To The Projects, To The Mansion) | - Data: 10 listopada 2009 - Wydawca: Columbia       | 171 | –  | –   | –  | –  | –  | –  |                                                  |
| „–” oznacza, że album nie był notowany.                            |                                                     |     |    |     |    |    |    |    |                                                  |

Kompilacje
| Tytuł         | Dane dot. albumu                                  |
| ------------- | ------------------------------------------------- |
| Greatest Hits | - Data: 7 października 2003 - Wydawca: Sony Music |

Mixtape’y
| Tytuł         | Dane dot. albumu                                   |
| ------------- | -------------------------------------------------- |
| April Showers | - Data: 29 kwietnia 2013 - Wydawca: wydanie własne |

Minialbumy
| Tytuł                                       | Dane dot. albumu                             |
| ------------------------------------------- | -------------------------------------------- |
| If I Were President: The Haitian Experience | - Data: 3 grudnia 2010 - Wydawca: Sony Music |

Inne
| Album                                                      | Rok  | Uwagi                                                                                                   | Źródło |
| ---------------------------------------------------------- | ---- | --- | ------ |
| Set It Off (Music From The New Line Cinema Motion Picture) | 1995 | gitara, produkcja i rap w utworze „Angel (U.K. Remix)”                                                  | [ 32 ] |
| Love Jones (The Music)                                     | 1997 | produkcja utworu „The Sweetest Thing” oraz współautor i koprodukcja utworu „I Got A Love Jones For You” | [ 33 ] |
| Small Soldiers Music From The Motion Picture               | 1998 | remiks i śpiew w utworze „Another One Bites The Dust”                                                   | [ 34 ] |
| Pino Donaggio – Il Mio West (Original Soundtrack)          | 1998 | śpiew w utworze „Everyone Wants To Be”                                                                  | [ 35 ] |
| 50 First Dates (Original Motion Picture Soundtrack)        | 2003 | wykonanie utworu „Your Love (L.O.V.E. Reggae Mix)”                                                      | [ 36 ] |
| Original Soundtrack Hotel Rwanda                           | 2004 | współautor utworu „Million Voices”                                                                      | [ 37 ] |

## Nagrody i wyróżnienia
| Rok  | Kategoria                                                              | Tytułem                                                                       | Nagroda                 | Nota      | Źródło |
| ---- | ---------------------------------------------------------------------- | ----------------------------------------------------------------------------- | ----------------------- | --------- | ------ |
| 1999 | Best Rap Solo Performance                                              | „Gone Till November”                                                          | Nagroda Grammy          | Nominacja | [ 38 ] |
| 2001 | Best R&B Performance by a Duo or Group with Vocal                      | „911” (Mary J. Blige, Wyclef Jean)                                            | Nagroda Grammy          | Nominacja | [ 39 ] |
| 2005 | Best Original Song                                                     | „Million Voices” (Hotel Ruanda) (Jerry Duplessis, Andrea Guerra, Wyclef Jean) | Złoty Glob              | Nominacja | [ 40 ] |
| 2005 | Best Original Song                                                     | „Million Voices” (Hotel Ruanda) (Jerry Duplessis, Andrea Guerra, Wyclef Jean) | Golden Satellite Awards | Laur      | [ 41 ] |
| 2006 | Best Song Written For Motion Picture, Television or Other Visual Media | „Million Voices” (Hotel Ruanda) (Jerry Duplessis, Andrea Guerra, Wyclef Jean) | Nagroda Grammy          | Nominacja | [ 42 ] |
| 2007 | Best Pop Collaboration with Vocals                                     | „Hips Don’t Lie” (Shakira, Wyclef Jean)                                       | Nagroda Grammy          | Nominacja | [ 43 ] |